# عمر فتحي (لاعب كرة قدم)
عمر فتحي رشدي الظاظا، لاعب كرة قدم قطري، من مواليد 20 أبريل 1991 يلعب حاليا حارس مرمى مع نادي السيلية.

## روابط خارجية
- عمر فتحي رشدي على موقع قاعدة بيانات كرة القدم.إي يو (الإنجليزية)
- عمر فتحي رشدي على موقع Soccerway.com (الإنجليزية)
- عمر فتحي رشدي على موقع عالم كرة القدم.نت (الإنجليزية)
- عمر فتحي رشدي على موقع كووورة